# موريس ريفيلي
موريس ريفيلي (بالفرنسية: Maurice Revelli)‏ هو لاعب كرة قدم فرنسي في مركز الدفاع، ولد في 4 سبتمبر 1964 في موناكو. لعب مع نادي موناكو ونادي نيور.